# Vœuil-et-Giget
Vœuil-et-Giget é uma comuna francesa na região administrativa da Nova Aquitânia, no departamento de Charente. Estende-se por uma área de 8,48 km². Em 2010 a comuna tinha 1 556 habitantes (densidade: 183,5 hab./km²).